# Scolopendra subspinipes japonica
Scolopendra subspinipes japonica — подвид губоногих многоножек вида Scolopendra subspinipes из рода сколопендр. Основным ареалом является территория восточной Азии.

## Описание
Всё туловище многоножки имеет тёмно-зелёный цвет, включая панцирь и голову. Ножки имеют жёлто-коричневый окрас. Взрослые особи достигают до 10—12 см в длину, являясь мельчайшим представителем своего вида. Предпочитают тенистые леса, также могут встречаться в зелёных зонах от равнин до гор. В дневное время скрываются под деревьями, упавшими листьями, скалами, в травянистых почвах. Могут отдыхать на ветках или листьях. Активизируются в ночное время, охотятся на различных насекомых, не превышающих её в размере: тараканов, сверчков, пауков.
Самки хранят яйца под туловищем и защищают личинок до тех пор, пока они не смогут охотиться самостоятельно.

## Распространение
Широко распространены в Японии, преимущественно на территории островов Кюсю, Сикоку и Хонсю. Могут встречаться в Китае и Тайване.

## Опасность для человека
Иногда данная сколопендра заползает в дома, так как может обитать и в области жилых районов. Укус опасен для человека, но не смертелен; большее влияние яд оказывает на людей со слабым иммунитетом. Укус влечёт за собой боль и отёк, среди симптомов наблюдаются повышение температуры, слабость и лихорадка.

## Содержание в неволе
Данный вид сколопендр используется в Японии любителями беспозвоночных в качестве «домашнего животного», однако не особо популярен из-за своих малых размеров. Содержатся в небольших террариумах или пластиковых контейнерах.